# Хлистунівська волость
Хлистунівська волость — історична адміністративно-територіальна одиниця Черкаського повіту Київської губернії з центром у селі Хлистунівка.
Станом на 1886 рік — складалася 2 поселень, 2 сільських громад. Населення — 5415 осіб (2689  чоловічої статі та 2726 — жіночої), 993 дворових господарства.
|                     | Площа, десятин | У тому числі орної, дес. |
| ------------------- | -------------- | ------------------------ |
| Сільських громад    | 3407           | 2122                     |
| Приватної власності | 2185           | 1599                     |
| Іншої власності     | 117            | 60                       |
| Загалом             | 5709           | 3781                     |

Поселення волості:
- Хлистунівка — колишнє власницьке село при річці Вільшанка, 2685 осіб, 524 двори, православна церква, школа, 5 постоялих будинків, 2 лавки, 2 водяних і 23 вітряних млини.
- Свинарка — колишнє власницьке село, 2412 осіб, 469 дворів, православна церква, школа, 4 постоялий будинки, 2 лавки, 23 вітряних млини.

Старшинами волості були:
- 1909—1910 роках — Павло Іванович Старик[2],[3];
- 1912—1915 року — Юхим Петрович Стародуб[4],[5],[6].